# Закадровый перевод
Зака́дровый перево́д, зака́дровое озву́чивание (озву́чение), войсо́вер (от англ. voice-over — дословно «голос поверх») — разновидность озвучивания, предусматривающая создание дополнительной речевой фонограммы фильма на другом языке, смикшированной с оригинальной таким образом, что зритель слышит и перевод, и исходный звук картины. При этом переведённая речь актёров озвучивания слышна поверх слегка приглушённой оригинальной звуковой дорожки произведения.
Этот вид перевода является наиболее популярным для телевизионных каналов и озвучивания фильмов, не выходящих в кинотеатральный прокат, так как он стоит намного дешевле дубляжа, и озвучивание можно сделать в более сжатые, чем дубляж, сроки.
При озвучивании иностранных документальных фильмов очень часто сочетают одновременно дубляж и закадровый перевод. Смысл такого сочетания заключается в следующем: дикторский текст в исполнении повествователя, звучащий за кадром, полностью дублируется, тогда как голоса участников фильма, появляющихся на экране, передаются уже непосредственно в закадровом озвучивании.

## Типы закадрового перевода
Закадровый перевод может быть одноголосым, когда перевод фильма или серии телесериала целиком озвучивается одним голосом (зачастую используется, например, для документальных фильмов, видеопрограмм, а также «пиратских» копий игровых фильмов); двуголосым; многоголосым.
Англоязычные аббревиатуры:
- VO (от англ. Voice-over) — одноголосый закадровый перевод;
- DVO (от англ. Double voice-over) — двуголосый закадровый перевод;
- MVO (от англ. Multi voice-over) — многоголосый закадровый перевод.

Разделяют профессиональный (выполняемый профессиональными актёрами) и любительский (выполняющийся, как правило, энтузиастами) закадровый перевод. На профессиональное многоголосое закадровое озвучение в целом уходит 2-2,5 часа, в этом случае все участвующие актёры находятся вместе в одном помещении.
Понятие «авторский перевод» в российской практике наиболее часто упоминается применительно к «пиратским» переводчикам зарубежного кино и видеопрограмм 1980-х (Леонид Володарский, Василий Горчаков, Андрей Гаврилов, Алексей Михалёв) и 1990-х годов (Сергей Визгунов, Антон Алексеев, Пётр Карцев, Юрий Сербин, Юрий Живов, Максим Ошурков, Павел Санаев и др.). Иногда любительский закадровый перевод также называют «авторским» и используют для него аббревиатуру AVO (Author voice-over), обычно с уточнением (например, «AVO Горчаков», «AVO Сербин» и т. д.).